# Aedes pectinatus
Aedes pectinatus är en tvåvingeart som beskrevs av Arnell 1976. Aedes pectinatus ingår i släktet Aedes och familjen stickmyggor.
Artens utbredningsområde är Colombia. Inga underarter finns listade i Catalogue of Life.